# Aphrophila bidentata
Aphrophila bidentata är en tvåvingeart som beskrevs av Alexander 1968. Aphrophila bidentata ingår i släktet Aphrophila och familjen småharkrankar. Inga underarter finns listade i Catalogue of Life.